# 腾冲驼峰机场
腾冲驼峰机场是位於中国云南省保山市腾冲市的民用机场，位于距腾冲市区约10公里的清水乡驼峰村，由云南机场集团、云南官房集团和腾冲县政府联合投资兴建。2009年1月23日，腾冲驼峰机场正式通航。机场可起降波音737系列和空客A320系列等民航主流机型，拥有一条长2,350米、宽45米的跑道，一条宽18米的联络滑行道，3个C类机位的站坪，4000平方米的航站楼以及通信、导航等各项配套设施。
腾冲当地为纪念驼峰航线而将该机场命名为驼峰机场，从该机场到腾冲市区的公路亦被命名为飞虎大道，以纪念飛虎隊。

## 航點
‌2025年度夏秋航季（3月30日至10月25日）
| 航空公司     | 目的地                       |
| ------------ | ---------------------------- |
| 昆明航空     | 长沙、重庆、昆明、西安、太原 |
| 祥鹏航空     | 昆明                         |
| 中国东方航空 | 成都-天府、昆明              |